# 1. slovenská fotbalová liga 2002/2003
1. slovenská fotbalová liga v sezóně 2002/03.

## Konečná tabulka
| Poř. | Tým                      | Z  | V  | R  | P  | VG | OG | B  |
| ---- | ------------------------ | -- | -- | -- | -- | -- | -- | -- |
| 1.   | MŠK Žilina               | 36 | 21 | 7  | 8  | 69 | 31 | 70 |
| 2.   | FC Artmedia Bratislava   | 36 | 20 | 7  | 9  | 49 | 32 | 67 |
| 3.   | ŠK Slovan Bratislava     | 36 | 19 | 6  | 11 | 60 | 42 | 63 |
| 4.   | FC Spartak Trnava        | 36 | 15 | 11 | 10 | 55 | 47 | 56 |
| 5.   | FK Matador Púchov        | 36 | 14 | 8  | 14 | 46 | 47 | 50 |
| 6.   | FK Inter Bratislava      | 36 | 12 | 7  | 17 | 48 | 58 | 43 |
| 7.   | FK ZTS Dubnica nad Váhom | 36 | 12 | 7  | 17 | 41 | 52 | 43 |
| 8.   | MFK Ružomberok           | 36 | 12 | 6  | 18 | 45 | 60 | 42 |
| 9.   | AS Trenčín               | 36 | 11 | 5  | 20 | 48 | 69 | 38 |
| 10.  | 1. FC Košice             | 36 | 6  | 12 | 18 | 41 | 64 | 30 |

- Sestupujícím klubem v ročníku 2002/03 je 1. FC Košice
- Mistrovským klubem v ročníku 2002/03 je MŠK Žilina
- Vítězným klubem 2. nejvyšší slovenské fotbalové ligy a postupujícím do ročníku 2003/04 je FK Dukla Banská Bystrica

## Vítěz
| Corgoň liga 2002/03 MŠK Žilina (2. titul) |